# Дехмой
Дехмой (также Дигмай, тадж. Деҳмой) — село, находящееся в Джаббар-Расуловском районе Согдийской области Таджикистана. Село расположено в живописной долине реки Сырдарья у подножья горного массива Рухак, в 12 км от Худжанда.

## Общие сведения
В старину Дехмой располагался на большом тракте, ведущем из Худжанда в Навкат. Происхождение названия топонима связано, по мнению краеведа Н. Г. Малицкого с развитым в этих местах рыбным промыслом (тадж. Деҳмой — село, богатое рыбой), которая водилась в роднике Дигмай и системе связанных с ним оросительных каналов. К роднику худжандцы привозили больных, рыба из него считалась целебной. Согласно китайским источникам у городища Мунчактеппа, недалеко от Дехмоя было рыбное храм-озеро.
В селе находятся: государственное учреждение «Дом-интернат престарелых и инвалидов Дехмой», областная туберкулёзная больница.
В 2011 году в Дехмое Президентом Таджикистана Эмомали Рахмоном был открыт оздоровительный центр детей, подростков и молодежи имени 20-летия Независимости Республики Таджикистан.
Через селение Дехмой проходит участок международной автотрассы Дехмой — Исфара, соединяющей Кыргызстан и Узбекистан.

## Достопримечательности
Между селениями Дехмой и Ева-Курук найдены останки сторожевой башни XVIII-XIX вв, входившей в систему оборонительных сооружений Худжандa.
В местности Чашма близ Дехмоя произрастает туранская ива возрастом превышающим 220 лет.

## Галерея

Детские сад
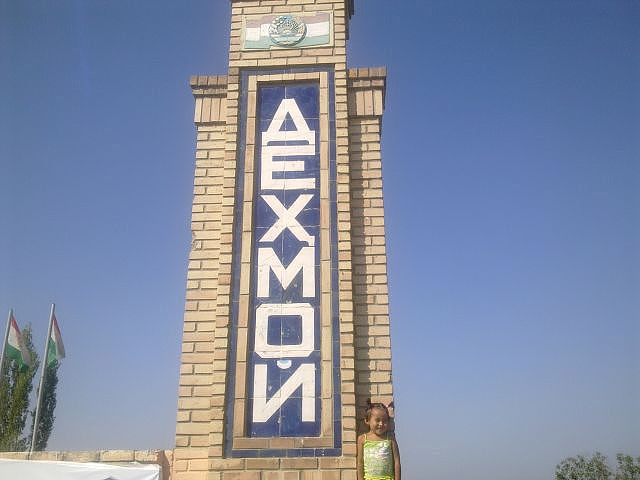
Дехмой
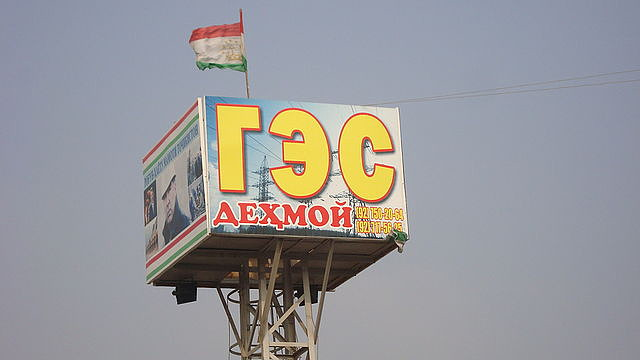
ГЭС Дехмой
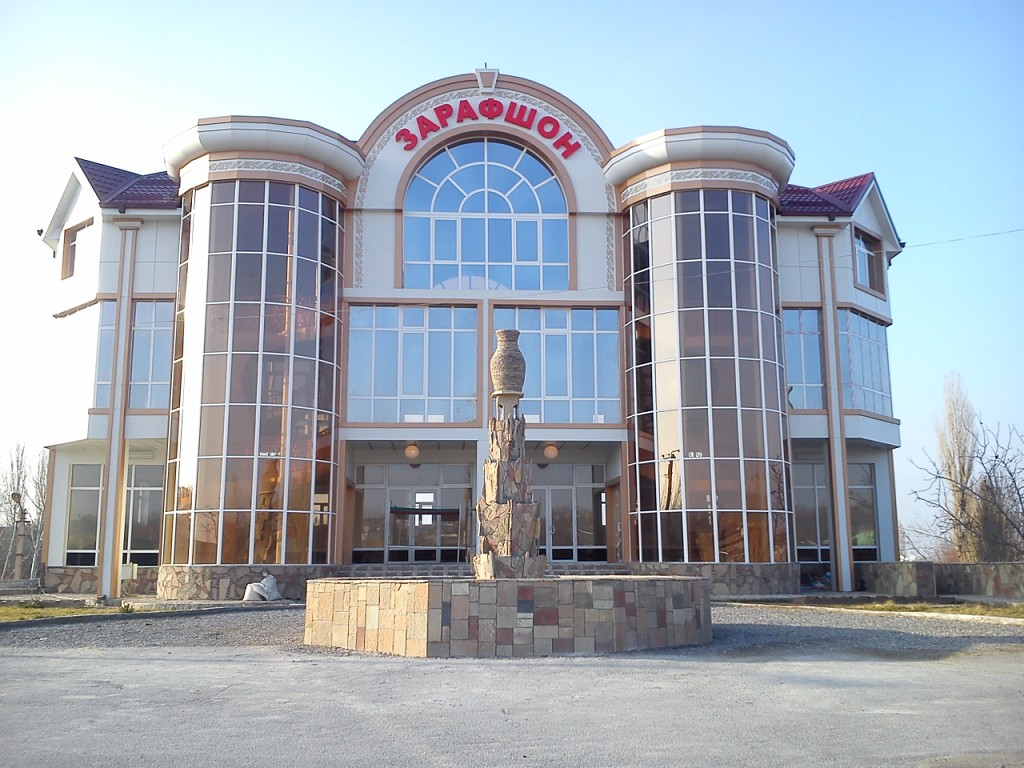
Зарафшон
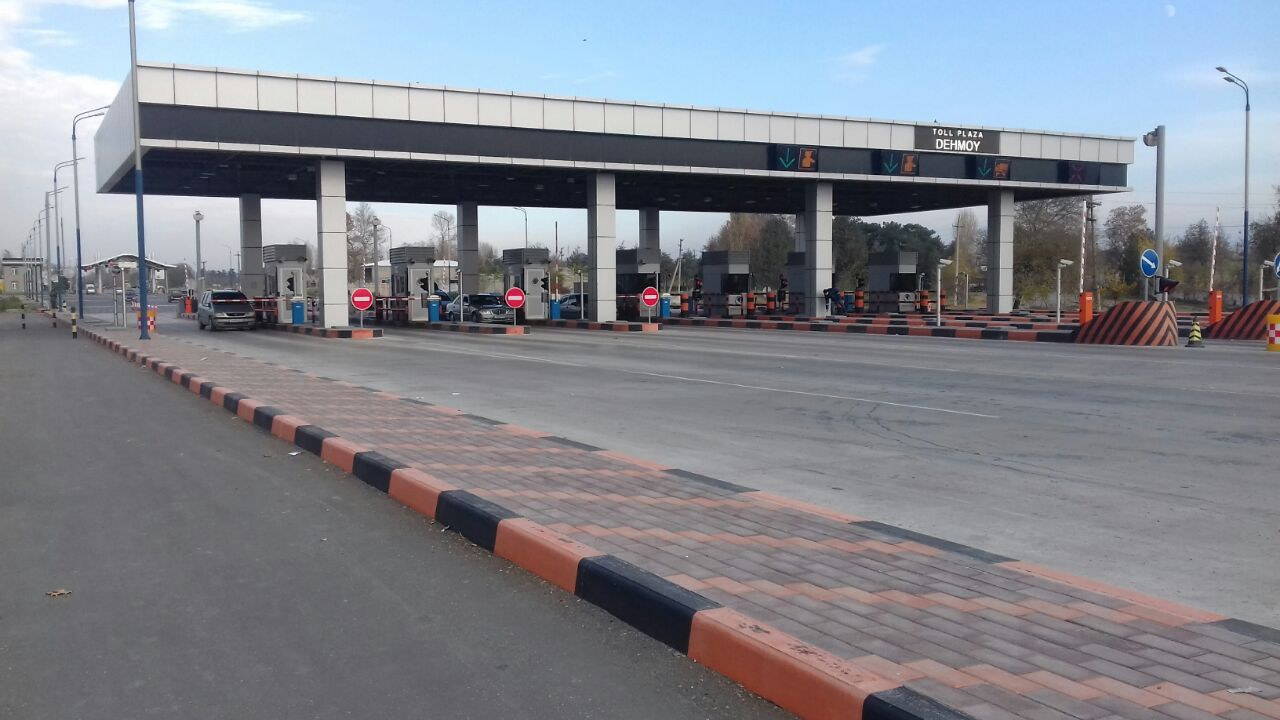
платная дорога
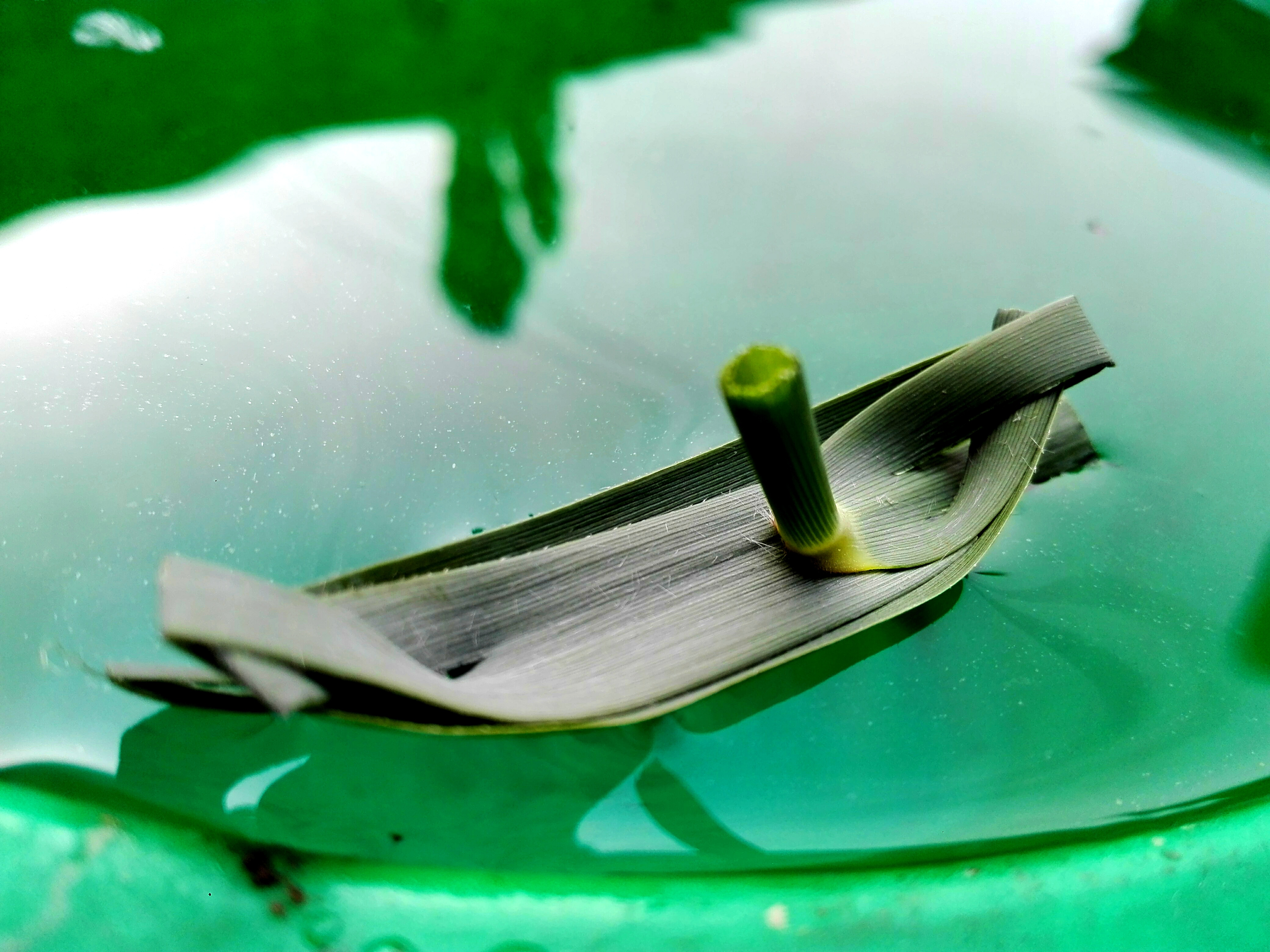
by "farkhodph"
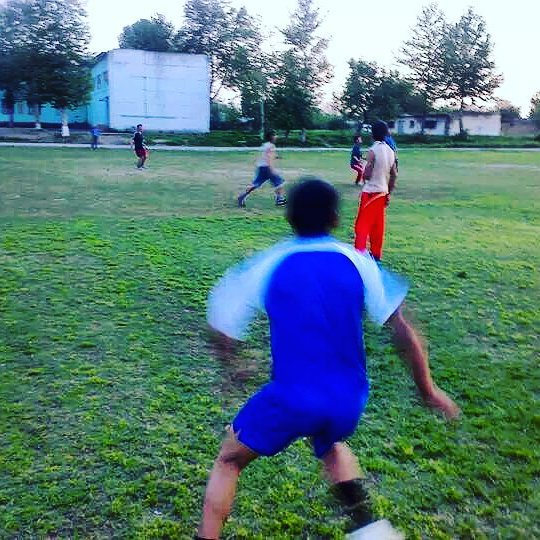
Стадион сш14 дехмой